# La salute vien mangiando
La salute vien mangiando  è stato un programma culinario trasmesso dal 2016 al 2019 su Alice Tv condotto da Rosanna Lambertucci con la partecipazione dello chef Fabio Campoli. In onda dal lunedì alla domenica dalle 20.00 alle 20.35 e in replica alle 02.05, alle 09.30 e alle 13.20, prodotto dalla Alma Media S.R.L.
Dal dicembre 2018 al 2019 il programma è andato in onda alle 16:15.
Il programma si proponeva di aiutare i telespettatori a scoprire tutti i segreti per stare bene con una sana alimentazione.